# Fermentacija
Fermentacija je presnovni proces, ki pretvori sladkor v kisline, pline ali alkohol. Odvija se v kvasovkah in bakterijah, pa tudi v mišičnih celicah s pomanjkanjem kisika kot v primeru mlečnokislinske fermentacije. Besedo fermentacija se uporablja tudi širše, in sicer za rast mikroorganizmov na gojišču, pogosto z namenom pridobivanja specifičnih kemijskih produktov. Francoski mikrobiolog Louis Pasteur je znan po svojem vpogledu v fermentacijo in njene mikrobne vzroke. Znanstvena veda, ki se ukvarja s preučevanjem fermentacije, se imenuje cimologija.
Fermentacija poteka, kadar je elektronska transportna veriga neuporabna (pogosto zaradi primanjkljaja končnega prejemnika elektronov, kot je kisik). V tem primeru postane to celičin osnovni način proizvodnje ATP (energije). Fermentacija spremeni pri glikolizi nastala NADH in piruvat v NAD+ in organsko molekulo (ki se razlikuje glede na vrsto vrenja; glej primere spodaj). V prisotnosti O2 se NADH in piruvat uporablja za proizvodnjo ATP pri celičnem dihanju. To imenujemo oksidativna fosforilacija. S tem se ustvari veliko več ATP kot pri sami glikolizi. Zato imajo celice na splošno koristi od izogibanja vrenju, kadar je na voljo kisik, z izjemo obligatnih anaerobov, ki kisika ne tolerirajo.
Prva stopnja glikolize je skupna vsem potem fermentacije:
C6H12O6 + 2 NAD+ + 2 ADP + 2 Pi → 2 CH3COCOO− + 2 NADH + 2 ATP + 2 H2O + 2H+
Piruvat je CH3COCOO−. Pi je anorganski fosfat. Dve molekuli ADP in dve molekuli Pi se pretvorita v dve molekuli ATP in dve molekuli vode preko fosforilacije na substratnem nivoju. Prav tako se dve molekuli NAD+ reducirata do NADH.
Pri oksidativni fosforilaciji energija, potrebna za nastanek ATP, izvira iz elektrokemijskega protonskega gradienta notranje membrane mitohondrija (v primeru bakterij plazemske membrane) v elektronski tranportni verigi. Glikoliza poteka preko fosforilacije na nivoju substrata (ATP nastane neposredno pri reakciji sami).
Ljudje izkoriščajo fermentacijo za proizvajanje pijač in jedi že od neolitika. Fermentacijo se na primer uporablja za konzerviranje pri procesu, ki vodi do nastanka mlečne kisline, ki jo najdemo v kisli hrani, kot so vložena zelenjava, kimči in jogurt (več: fermentacija v predelavi hrane), kot tudi pri proizvodnji alkoholnih pijač, kot sta vino in pivo. Do fermentacije lahko pride tudi v želodcu človeka ali živali.